# 마라톤 맨
《마라톤 맨》(영어: Marathon Man)은 미국에서 제작된 존 슐레진저 감독의 1976년 스릴러 영화이다. 더스틴 호프먼 등이 출연하였고, 시드니 베커먼 등이 제작에 참여하였다.

## 출연진
- 더스틴 호프먼
- 로런스 올리비에
- 로이 샤이더
- 윌리엄 더베인
- 마르트 켈레르
- 프리츠 위버
- 리처드 브라이트
- 마크 로런스
- 티토 고야
- 자크 마랭

## 기타 제작진
- 협력 제작: 조지 저스틴
- 배역: 제인 파인버그, 마이크 펜턴
- 미술: 리처드 맥도널드
- 의상: 로버트 더모라

## 우리말 녹음
KBS 성우진 (1986년 9월 20일)